# Antoine Léger
Pour les articles homonymes, voir Antoine Léger (cannibale) et Léger.
Antoine Léger (1880-1950) est un avocat, un écrivain et un homme politique canadien du Nouveau-Brunswick.

## Avant la politique
Antoine léger est né le 16 octobre 1880 à Memramcook, au Nouveau-Brunswick. Il suit des études au Collège Saint-Joseph puis à l'école normale de Fredericton. Il intègre ensuite le Barreau du Nouveau-Brunswick en 1907 et entame une carrière d'avocat à Moncton. Son fils Camille Léger est un prêtre pédophile, objet du documentaire Le Silence (2020),.

## Carrière politique
Léger s'intéresse à la politique et se présente aux élections législatives. Il est tout d'abord battu en 1917 mais entre finalement à l'Assemblée législative du Nouveau-Brunswick le 10 août 1925 et gardera son siège de député de la circonscription de Westmorland jusqu'au 26 juin 1935. Conservateur, il occupe durant cette période les fonctions de Secrétaire-trésorier provincial et de Greffier de la Couronne.
Antoine Léger est nommé sénateur sur avis de Richard Bedford Bennett le 14 août 1935 et le reste jusqu'à sa mort, le 7 avril 1950.

## Écrivain
Outre un certain nombre d'articles et de nouvelles, Antoine Léger a également écrit quelques livres, notamment :
- Les Grandes lignes de l'histoire de la Société l'Assomption (1933)
- Elle et lui, tragique idylle du peuple acadien (1940)
- Une Fleur d'Acadie, un épisode du grand dérangement (1946)